# گردنه تورماله

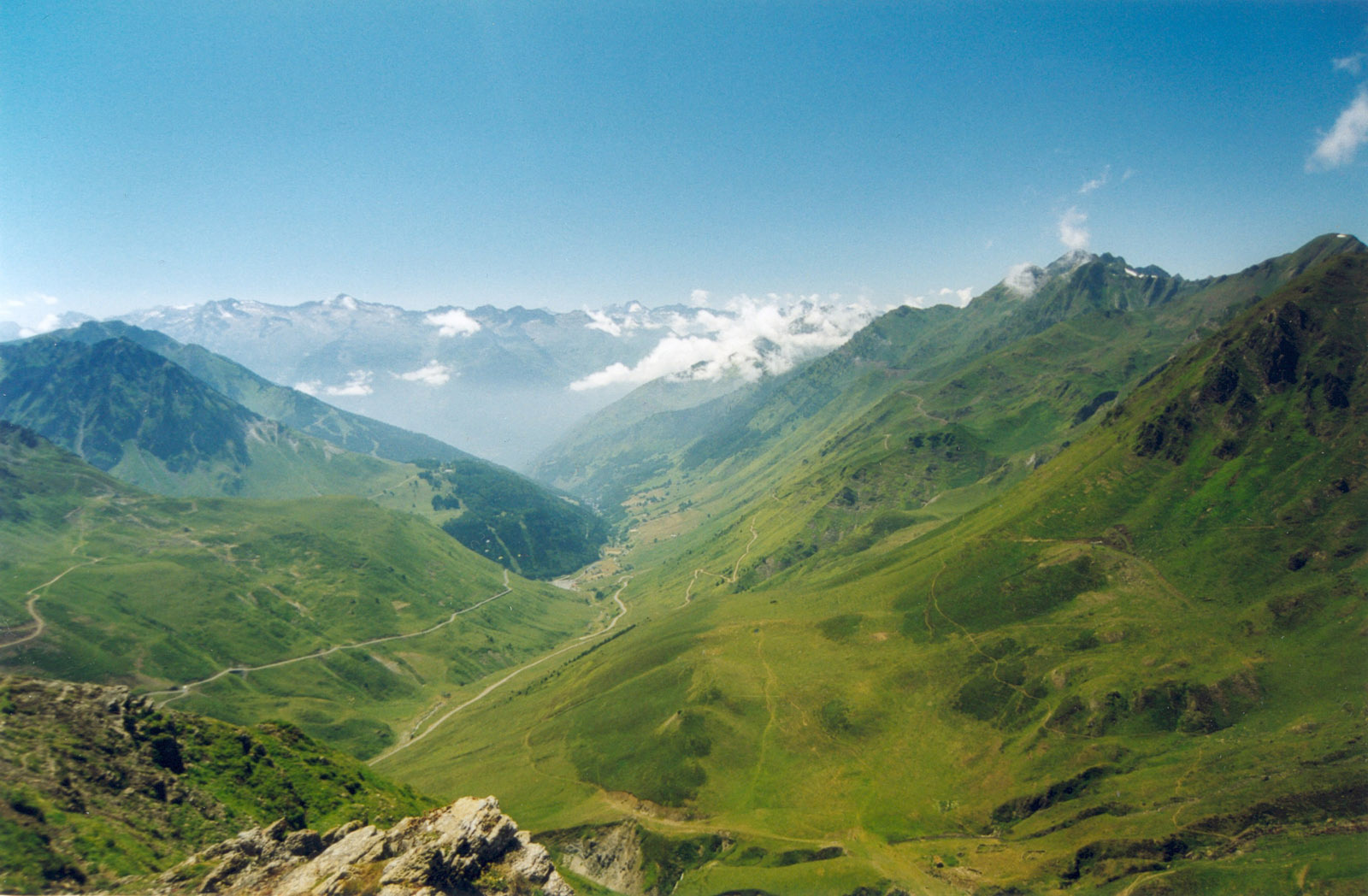

گردنه تورماله با ارتفاع ۲۱۱۵ متر، بلندترین گردنهٔ آسفالته در بخش فرانسوی پیرنه است که در دپارتمان اوت-پیرنه قرار دارد. سنت-ماری-دو-کامپان نیز در پایین سمت شرقی و روستای بارژ هم در سمت غربی آن قرار دارند.
پنیری که از شیر گوسفند این کوهستان ساخته می‌شود نیز تورماله نام دارد.

## جاده‌های مرتفع‌تر در پیرنه
تورماله مرتفع‌ترین گردنهٔ آسفالته در پیرنهٔ فرانسه است؛ ولی برخلاف ادعاهای رایج، بلندترین جاده در پیرنهٔ فرانسه یا بلندترین گردنه در پیرنهٔ فرانسه یا بلندترین گردنهٔ آسفالته در پیرنه نیست. (برای نمونه:) جاده‌های آسفالته به دریاچه‌های اومار (۲۱۹۲ متر) و کاپ-دو-لانگ (۲۱۶۱ متر) در ارتفاع‌های بالاتری قرار دارند. گردنه لاکت در ارتفاع ۲۶۳۷ قرار دارد، ولی جادهٔ آن آسفالته نیست. در نهایت، گردنه انوالیرا در آندورا با ارتفاع ۲۴۰۷ متر، مرتفع‌ترین گردنهٔ آسفالته در پیرنه است.

## معنی تورماله
برخی فرانسویان اعتقاد دارند تورماله به معنی «سفر بد» است؛ زیرا در فرانسوی، تور (tour) به معنی «سفر» و مال (mal) به معنی «بد» است. ولی برای یافتن معنی باید از زبان گاسکون استفاده شود؛ زیرا این کوه در ناحیه گسکونی قرار دارد. در این زبان، تور به معنی فاصله و مال به معنی کوه است. بنابراین تورماله را می‌توان «کوه دور» ترجمه کرد.

## جزئیات سربالایی
مسیر غربی از لوز-سن-سوور، ۱۹ کیلومتر است که ۱۴۰۴ متر با شیب میانگین ۷٫۴٪ افزایش ارتفاع می‌یابد. بیشترین شیب آن ۱۰٫۲٪ در نزدیکی رأس است. مسیر شرقی از سنت-ماری-دو-کامپان آغاز می‌شود و پس از طی ۱۷٫۲ کیلومتر با شیب ۷٫۴٪ به رأس می‌رسد. افزایش ارتفاع این مسیر ۱۲۶۸ متر و بیشترین شیب آن، ۱۲٪ است. مانند بیشتر سربالایی‌های فرانسه، در هر کیلومتر تابلوهایی نصب شده‌است که ارتفاع فعلی، ارتفاع رأس، فاصله با رأس و شیب کیلومتر بعدی را نمایش می‌دهد.

## تور دو فرانس

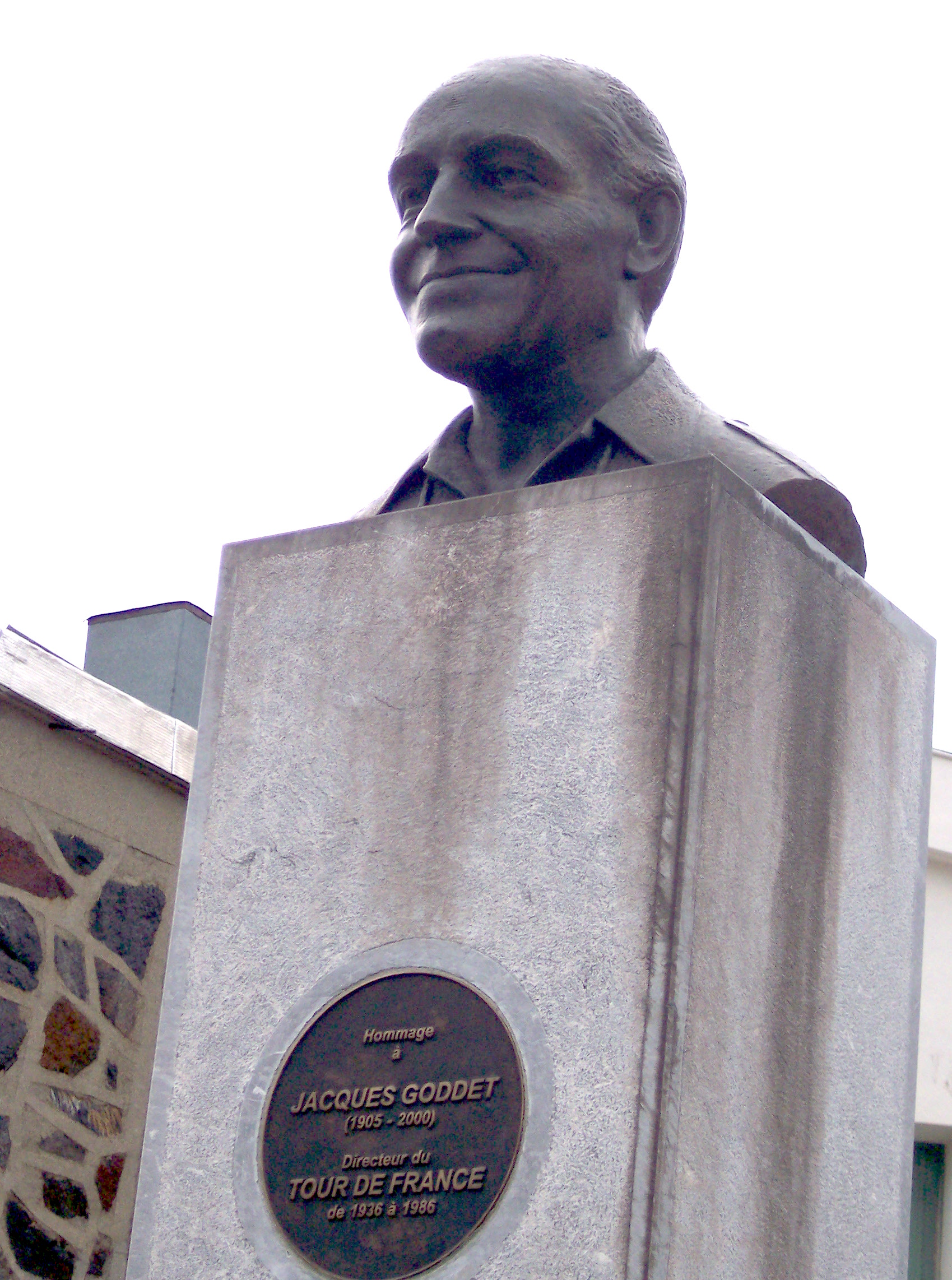
یادبود ژاک گوده در تورماله

تورماله یکی از مشهورترین سربالایی‌های تور دو فرانس است. این گردنه بیش از هر سربالایی دیگری در مسیر تور گنجانده شده‌است. نخستین بار در سال ۱۹۱۰ تور از این گردنه عبور کرد و اکتاو لاپیز نخستین رکابزنی بود که از آن گذشت.
تا سال ۲۰۱۶ گردنه تورماله ۸۵ بار در مسیر تور قرار داشته‌است. دو بار خط پایان در رأس سربالایی بوده‌است. ووئلتا اسپانیا نیز چند بار از این گردنه گذر کرده‌است.
در تور ۲۰۱۰ تورماله در دو مرحلهٔ پیاپی گنجانده شده‌بود. در مرحلهٔ ۱۶ مسیر غربی به سوی پو و در مرحلهٔ ۱۷ مسیر شرقی تا رأس سربالایی طی شد.
در گردنه، یادبودی برای ژاک گوده (مدیر تور در سال‌های ۱۹۳۶ تا ۱۹۸۷) و مجسمهٔ بزرگی از اکتاو لاپیز قرار دارد. به نخستین رکابزنی که به رأس گردنهٔ تورماله برسد، جایزه ژاک گوده اهدا می‌شود.